# 张兴旺
张兴旺（1968年10月—），男，汉族，中华人民共和国政治人物。现任中华人民共和国农业农村部党组成员、副部长。